# Amidorus thermicola
Amidorus thermicola är en skalbaggsart som beskrevs av Sturm 1800. Amidorus thermicola ingår i släktet Amidorus och familjen Aphodiidae. Inga underarter finns listade i Catalogue of Life.